# Kőrössy-villa
A szecessziós Kőrössy-villa (ma ResoArt Villa) Budapest VII. kerületében, a Városligeti fasor 47. szám alatt található. A villát Kőrössy Albert Kálmán 1899-ben tervezte saját családja számára, és 1900-ra vált beköltözhetővé.

## Története
A 19. század végére a Városliget közvetlen szomszédságában egy elegáns polgári negyed fejlődött, ahol a gyárosok, nagykereskedők, orvosok mellett több sikeres építész és művész épített villát. Ezek közé tartozott Kőrössy Albert Kálmán is, az akkor még egyedülálló fiatal építész, aki 1899. április 29-én telket vásárolt a Városligeti fasor 47. szám alatt. A Klösz György fényképész és Madarász Viktor festőművész telke közötti területet dr. Schwarz Gusztáv jogász adta el neki, aki a műegyetemen a római jog rendes tanára volt.
Az első világháború során Kőrössy Albert Kálmán és felesége úgy határoztak, hogy a villát felajánlják a Vöröskereszt számára, a földszinten egy tízágyas kórtermet alakítottak ki. A második világháborúban valószínűleg bombatalálat érte a főhomlokzatot, amelyet a későbbiek során egyszerűsített, eklektikus stílusban állítottak helyre. A villában az 1950-es évektől az Offset és Játékkártya Nyomda Vállalat igazgatósága kapott helyet. Az épület a rendszerváltás után, 1994-ben a Resonator Kft. tulajdonába került, a felújítási munkálatokat 1998-ban kezdték meg. A kutatások során előkerült egy 1904-ben készített fotográfia, ez alapján újjáépítették a díszes oromzatot és a gipszstukkókat. 1999-ben Budapest Építészeti Nívódíj Emlékplakettet, 2000-ben pedig Podmaniczky-díjat kapott. 2015-ben kezdődött meg a felújítás második üteme, így újra régi pompájában ragyog a Kőrössy Albert Kálmán által tervezett, de ma ResoArt Villa néven ismert épület. A villa ad otthont Budapest legnagyobb Zsolnay-gyűjteményének.

## Építészeti leírása

### A villa terve
A hosszú telek fasor felőli részére tervezett nyaralót saját maga számára tervezte az építész. Kőrössy az egyemeletes villa földszintjén az utca felől két tágas és napfényes szobát alakított ki nagyobb méretű ablakokkal és erkéllyel, ezek szolgálhattak a reprezentáció helyszíneként vendégek fogadásakor. A tálalóhelyiség melletti hallon áthaladva a verandára lehetett kijutni, amelyet közvetlenül a lépcsőházból vagy az udvarról is megközelíthettek a lakók. A tágas lépcsőház lépcsőin felérve az emeleten négy nagyobb szoba helyezkedett el, a földszinti elrendezéshez hasonlóan kettő az utca felől, egy a Klösz-villa és egy az udvar felől.

### A villa szecessziós jegyei
Kőrössy Albert Kálmán villáján a szecesszió magyaros irányvonala elegyedik a francia art nouveau és a német Jugendstil stílusjegyeivel. A látványos ornamentika harmonikus kombinációja a hullámzó és a geometrikus mintáknak. Homlokzatát dús, realisztikus ornamentika díszíti, valamint megmozgatott falsíkok tagolják, amelyekben változatos ablakformákat figyelhetünk meg. A különleges alakú ablakokat pávák, oroszlán fejek és burjánzó növény indák szegélyezik, az oromfalon a festészet, a szobrászat és a műépítészet allegorikus figurái láthatók.

### Róth Miksa üvegablaka és Hochmann József lépcsőkorlátja
Róth Miksa és Hochmann József is számos alkalommal dolgozott együtt Kőrössy Albert Kálmánnal. A szecessziós gránátalmás, íriszes színes ólomüveg ablak kompozícióját Róth Miksa tervei alapján készítették. Az indás-virágos lépcsőkorlát pedig jól illeszkedik a Kőrössy által képviselt korai Jugendstil hazai példái közé, ami Hochmann József munkáját dicséri.